# Separabelt rum
Inom matematiken kallas ett topologiskt rum separabelt om det har en uppräknelig tät delmängd.

## Exempel
- Den reella tallinjen {\displaystyle \mathbb {R} } utrustad med sin vanliga topologi är separabel , eftersom den har mängden av rationella tal som en uppräknelig tät delmängd.

- Utrustas däremot den reella tallinjen {\displaystyle \mathbb {R} } med en topologi bestående av den tomma mängden och alla mängder vars komplement består av ändliga mängder kommer {\displaystyle \mathbb {R} } inte längre vara separabelt.

## Egenskaper
- Ett delrum av ett separabelt rum behöver inte vara separabelt, men alla öppna delrum av ett separabelt rum är separabelt. Varje delrum av ett separabelt metriskt rum är separabelt..
- Varje topologiskt rum är ett delrum av ett separabelt rum med samma kardinalitet.
- Om X är ett separabelt rum som har ett överuppräkneligt slutet diskret delrum kan X inte vara  normalt.
- För ett kompakt Hausdorffrum X är följande ekvivalenta:

(i) Rummet {\displaystyle {\mathcal {C}}(X,\mathbb {R} )} av kontinuerliga reellvärda funktioner över X med supremumnormen är separabelt.
(ii) X är  metriserbart.